# Liste der Baudenkmäler in Schwarzach bei Nabburg
Auf dieser Seite sind die Baudenkmäler in der Oberpfälzer Gemeinde Schwarzach bei Nabburg zusammengestellt. Diese Tabelle ist eine Teilliste der Liste der Baudenkmäler in Bayern. Grundlage ist die Bayerische Denkmalliste, die auf Basis des Bayerischen Denkmalschutzgesetzes vom 1. Oktober 1973 erstmals erstellt wurde und seither durch das Bayerische Landesamt für Denkmalpflege geführt wird. Die folgenden Angaben ersetzen nicht die rechtsverbindliche Auskunft der Denkmalschutzbehörde.
 Die Liste gibt den Fortschreibungsstand vom 16. März 2018 wieder und umfasst elf Baudenkmäler.

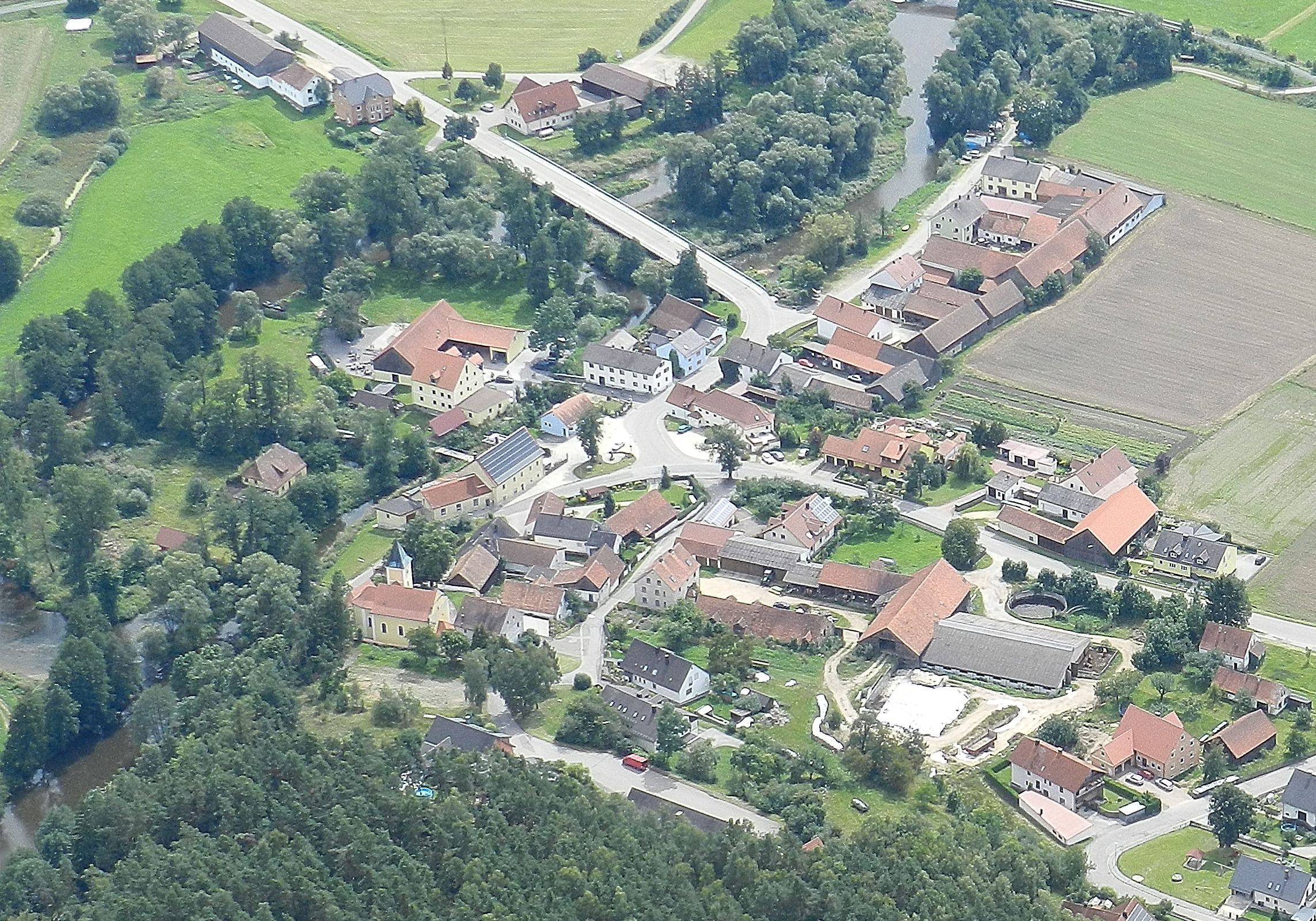
Schwarzach bei Nabburg, Ortskern aus der Luft

## Baudenkmäler nach Ortsteilen

### Schwarzach
| Lage                                     | Objekt                             | Beschreibung | Akten-Nr.    | Bild           |
| ---------------------------------------- | ---------------------------------- | --- | ------------ | -------------- |
| Bründlsteig 2 (Standort)                 | Wohnhaus                           | Erdgeschossiger und überwiegend verputzter Bruchsteinbau mit Halbwalmdach und hohen Stützmauern, 17. Jahrhundert. | D-3-76-162-1 | Wohnhaus       |
| Hauptstraße (bei Haus Nr. 17) (Standort) | Steinkreuz                         | Mit reliefierter Pflugschar, Granit, mittelalterlich. | D-3-76-162-2 | Steinkreuz     |
| Schulweg 6; Schulweg 4 (Standort)        | Katholische Pfarrkirche St. Ulrich | Satteldachbau mit eingezogenem Polygonchor und Vorzeichen, Südturm mit Pyramidendach, Fassadengestaltung mit Putzbänderung, nach 1725, Turm 1778; mit Ausstattung; St.-Laurentius-Kapelle, kleiner doppelgeschossiger Satteldachbau mit eingezogenem Polygonchor, nach Süden erniedrigter Satteldachanbau mit flachbogigem Treppenabgang und flachgedecktem Untergeschoss mit Mariengrotte, im Kern spätgotisch, Obergeschoss 18. Jahrhundert; Kirchhofmauer, verputztes Mauerwerk, im Kern mittelalterliche Wehranlage; Grabstein, mit spätgotischem Relief eines Kreuzes und Wappenschild, Granit, spätgotisch; an der südwestlichen Kirchhofmauer. | D-3-76-162-3 | weitere Bilder |

### Altfalter
| Lage                                                                    | Objekt                                   | Beschreibung | Akten-Nr.     | Bild           |
| ----------------------------------------------------------------------- | ---------------------------------------- | --- | ------------- | -------------- |
| Alter Schulweg 6 (Standort)                                             | Katholische Pfarrkirche St. Bartholomäus | Romanische Saalkirche mit eingezogener, halbkreisförmiger Apsis, darüber liegender Turmaufbau mit Pyramidendach, Langhaus mit Stichkappentonne, Apsis wohl zweite Hälfte 12. Jahrhundert, im 18. Jahrhundert verändert; mit Ausstattung; Leichenhalle, kleiner rechteckiger Satteldachbau mit hölzernem Dachreiter, Rundbogenportal mit Backsteingewände, vermutlich 1930–40; Grabstein, Stele mit neugotischem Maßwerk, Granit, wohl Ende 19./Anfang 20. Jahrhundert; an der südwestlichen Friedhofsmauer; Teil der Umfriedung, verputztes Mauerwerk, Westseite mit Stützkeilen, 18. Jahrhundert. | D-3-76-162-4  | weitere Bilder |
| Hauptstraße (Standort)                                                  | Nepomukstatue                            | Granit, rechteckiger Sockel mit Wappen, bezeichnet mit 1724, Nepomukstatue modern. | D-3-76-162-11 | Nepomukstatue  |
| Weidinger Weg, an der Straße nach Traunricht, am Ortsausgang (Standort) | Kruzifix                                 | Eisen, Granitpfeiler mit Aufsatz mit eingezogenen Rundbögen und flacher Nische, 19. Jahrhundert. | D-3-76-162-10 | Kruzifix       |

### Öd
| Lage                | Objekt                                    | Beschreibung | Akten-Nr.    | Bild |
| ------------------- | ----------------------------------------- | --- | ------------ | ---- |
| Bei Öd 2 (Standort) | Kruzifix, sogenanntes großes Schauerkreuz | Mit Muttergottes, Holz 18./19. Jahrhundert. Nicht nachqualifiziert, im Bayerischen Denkmal-Atlas nicht kartiert. | D-3-76-162-5 | BW   |

### Unterauerbach
| Lage                                 | Objekt                               | Beschreibung | Akten-Nr.    | Bild           |
| ------------------------------------ | ------------------------------------ | --- | ------------ | -------------- |
| Am Kirchberg 3 (Standort)            | Katholische Pfarrkirche St. Nikolaus | Satteldachbau mit eingezogenem Chor und halbrunder Apsis, Nordturm mit Pyramidendach und freien Giebeln, westliches Vorzeichen mit Arkadenöffnungen, Untergeschoss mit Mariengrotte, neuromanische Fassadengestaltung mit Lisenen, profiliertem Traufgesims und Rosette, Fenster- und Türgewände mit Putzgliederung, Eugen Dünnbier, 1902/03; mit Ausstattung. | D-3-76-162-7 | weitere Bilder |
| Pfarrer-Zormeier-Straße 3 (Standort) | Alter Pfarrhof                       | Zweigeschossiger Walmdachbau über hakenförmigem Grundriss, mit Putzbänderung, 17./18. Jahrhundert. | D-3-76-162-6 | Alter Pfarrhof |

### Wölsendorf
| Lage                       | Objekt                                                       | Beschreibung | Akten-Nr.    | Bild           |
| -------------------------- | ------------------------------------------------------------ | --- | ------------ | -------------- |
| A 93; Badeplatz (Standort) | Eisenbahnbrücke der Lokalbahn Nabburg–Schönsee über die Naab | Vierjochiger Viadukt, dreibogiger Betonbau mit südöstlich anschließender Stallgitterkonstruktion, 1903. | D-3-76-169-4 | weitere Bilder |
| Kirchstraße 1 (Standort)   | Katholische Filialkirche St. Wolfgang                        | Chorturmkirche mit flachgedecktem Langhaus und eingezogenem Polygonchor, darüber achteckiger Turmaufbau mit Pyramidendach, profiliertes Traufgesims und Putzgliederung mit Ecklisenen, im Kern gotisch, im 18. Jahrhundert verändert; mit Ausstattung; Kruzifix, mit Beifigur Mariä und rundbogigem Blechdach, Holz, farbig gefasst, 18./19. Jahrhundert; an der östlichen Choraußenwand. | D-3-76-162-8 | weitere Bilder |

## Ehemalige Baudenkmäler
In diesem Abschnitt sind Objekte aufgeführt, die früher einmal in der Denkmalliste eingetragen waren, jetzt aber nicht mehr. Objekte, die in anderem Zusammenhang also z. B. als Teil eines Baudenkmals weiter eingetragen sind, sollen hier nicht aufgeführt werden. Aktennummern in diesem Abschnitt sind ehemalige, jetzt nicht mehr gültige Aktennummern.
| Lage                                 | Objekt                                         | Beschreibung | Akten-Nr.    | Bild                                           |
| ------------------------------------ | ---------------------------------------------- | ------------ | ------------ | ---------------------------------------------- |
| Wölsendorf Kirchstraße 30 (Standort) | Ehemaliges Betriebsgebäude des Flussspatwerkes | Um 1900.     | D-3-76-162-9 | Ehemaliges Betriebsgebäude des Flussspatwerkes |